# Гайдай Сергій Миколайович
Сергій Миколайович Гайдай (нар. 22 вересня 1965) — український політтехнолог, фахівець із маркетингу та реклами, виборчих і політичних технологій. Засновник агенції GAIDAYCOM. З вересня 2023 року - Генеральний продюсер Youtube-каналу PRO:UA. Cпівзасновник кампанії FutureFoods. Brendfather бренду Фьючипси. З березня 2024 р. - Амбасадор бренду Kleynod.

## Біографія
Народився 22 вересня 1965 року. Після 8 класу школи вступив до Одеського мореходного училища технічного флоту. Навчався в Одеському гідрометеорологічному інституті на гідрологічному факультеті за спеціальністью океанолог: фізика і хімія моря. На другому курсі інституту пішов до армії. Служив у Середній Азії у військах ППО. Потім навчався у Київському театральному інституті ім. Карпенка-Карого за спеціальністю оператор кіно і телебачення.

## Професійна діяльність
- 1998 р. — входив до групи розробки стратегії кампанії під керівництвом Сергія Фаєра на виборах губернатора Ленінградської області (РФ), кандидат — Віктор Зубков.
- 1999 р. — входив до стратегічної групи кампанії по виборах до Держдуми РФ в одномандатному окрузі під керівництвом С. Фаєра, кандидат — Ірина Хакамада (Союз правих сил).
- 2002 р. — керівник виборчих кампаній на виборах до Верховної Ради кандидатів по мажоритарним округам у Вінницькій області кандидатів: П. Порошенка, М. Катеринчука, В. Майстришина, М. Одайника, М. Сокирка (блок «Наша Україна»). Радник П. Порошенка у виборчому штабі блоку «Наша Україна», який тоді очолював штаб.
- 2003 р. — керівник виборчої кампанії на виборах до Держдуми РФ, кандидат — Ірина Хакамада.
- 2003 р. — керівник виборчої кампанії на виборах Президента України, кандидат — А. Кінах.
- 2004 р. — керівник групи спеціальних проектів на виборах Президента України, кандидат — Віктор Ющенко.
- 2006 р. — керівник виборчої кампанії до міської та районних рад Києва, розробка і реалізація проекту «Громадський актив Києва».
- 2007 р. — керівник виборчих кампаній у мери м. Черкаси (кандидат — С. Одарич) і м. Кіровоград (кандидат — О. Дануца).
- 2008 р. — керівник виборчої кампанії на позачергових виборах до Київради, (блок Миколи Катеринчука).
- 2014 р. — входив до стратегічної групи виборчого штабу партії «Народний фронт» на виборах до Верховної Ради.
- 2015 р. — входив до стратегічної групи політичної партії «УКРОП» на виборах до Київської міської ради.
- 2016 р. — керівник групи консультантів Аграрної партії України – розробка айдентики політичної партії, участь у розробці стратегії.
- 2016-17 рр. — керівник групи консультантів Народного Руху України – розробка пропозицій до модернізації айдентики партії, участь у розробці стратегії, створення Доктрини партії.
- 2019 р. — керівник групи консультантів Юлії Тимошенко та  Всеукраїнського об'єднання «Батьківщина» – участь у розробці стратегії та у виборчій кампанії кандидата у Президенти України. Керівник окремої проєктної групи штаба Юлії Тимошенко на спеціальних проєктах «Військовий кабінет» та «Військовий форум».
- 2019 р. — керівник групи консультантів партії «Об'єднання «Самопоміч» – розробка стратегії, підготовка агітаційно-пропагандистських матеріалів та участь у виборчій кампанії до Верховної Ради України.
- 2020 р. — керівник групи консультантів політичної партії «Голос» – розробка комунікаційної стратегії партії.
- 2020 р. — керівник групи консультантів політичної партії «Пропозиція» – створення партії, розробка стратегії, підготовка агітаційно-пропагандистських матеріалів та участь у виборчій кампанії депутатів сільських, селищних і міських рад та сільських, селищних і міських голів.

На сьогоднішній день в активі Сергія Гайдая розробка, керівництво та участь у понад 80 виборчих кампаніях різного рівня. 
Разом з командою застосовує організаційно-діяльнісні ігри (ОДІ) під назвою «Стратегічна баталіка». Ця організаційно-діяльнісна гра  була розроблена його вчителем в області ігрових технологій філософом Олександром Яковичем Коротенко, якій додав до проведення ОДІ елементи  командно-штабних ігор (КШІ), які проводять штаби різних армій, імітуючи ведення бойових дій і відзначаючи умовне переміщення підрозділів і частин на картах та схемах. Подібні ігри застосовувалися командою Сергія Гайдая для розробки  стратегій виборчих кампаній. 
Головні завдання «Стратегічної баталіки»: 
- Генерування ідей для розроблення стратегій,  алгоритмів дій, концепцій;
- Освоєння вже розроблених стратегій політичними командами, членами виборчих штабів, працівниками компаній;
- Кадровий перегляд, формування команд;
- Формування імпульсу, що надихає, для успішного досягнення визначених задач і цілей;
- Моделювання подальших дій для завоювання  електорату та конкурентної боротьби;
- Прогнозування результатів;
- Апробація, виявлення недоліків і коригування стратегій;
- Навчання  персоналу новим навичкам і  технологіям вирішення складних завдань.

У 2008 році написав статтю «Посібник щодо захоплення влади в Україні. Рекомендації з майбутнього», в якій констатував передреволюційну ситуацію в Україні, імовірність зняття Януковича з посади Президента шляхом голосування в парламенті та загрозу силової окупації Криму Російською Федерацією.

## Родина
Одружений. Має двох дітей.

## Хобі та захоплення
Альпінізм, велотрекінг, аматорські велоперегони.